# تیم دوچرخه‌سواری فرجوس
تیم دوچرخه‌سواری فرجوس (ایتالیایی: Frejus) یک تیم دوچرخه‌سواری در کشور ایتالیا بوده.
این تیم در سال ۱۹۳۵ تأسیس و در سال ۱۹۵۶ منحل شده‌است، تیم فرجوس در سال‌های ۱۹۳۵، ۱۹۳۷، ۱۹۳۹ و ۱۹۵۰ در بخش تیمی جیرو دیتالیا به مقام قهرمانی دست پیدا کرده‌است.